# 77e Primetime Emmy Awards
De 77e Primetime Emmy Awards, waarbij prijzen worden uitgereikt in verschillende categorieën voor de beste televisieprogramma's die tussen 1 juni 2024 en 31 mei 2025 op primetime op de Amerikaanse zenders werden uitgezonden, zijn gepland op 14 september 2025.
De genomineerden werden bekendgemaakt op 15 juli door acteurs Harvey Guillén en Brenda Song en voorzitter van de Television Academy Cris Abrego.

## Genomineerden
De genomineerden staan vermeld in alfabetische volgorde.

### Programma's
| Dramaserie (Outstanding Drama Series)                                                                     | Komedieserie (Outstanding Comedy Series) |
| --- | --- |
| - Andor - The Diplomat - The Last of Us - Paradise - The Pitt - Severance - Slow Horses - The White Lotus | - Abbott Elementary - The Bear - Hacks - Nobody Wants This - Only Murders in the Building - Shrinking - The Studio - What We Do in the Shadows |
| Miniserie (Outstanding Limited or Anthology Series)                                                       | Reality competitieprogramma (Outstanding Reality Competition Program)                                                                          |
| - Adolescence - Black Mirror - Dying for Sex - Monsters: The Lyle and Erik Menendez Story - The Penguin   | - The Amazing Race - RuPaul's Drag Race - Survivor - Top Chef - The Traitors                                                                   |
| Talkshow (Outstanding Talk Series)                                                                        | Variété sketchshow (Outstanding Scripted Variety Series)                                                                                       |
| - The Daily Show - Jimmy Kimmel Live! - The Late Show with Stephen Colbert                                | - Last Week Tonight with John Oliver - Saturday Night Live                                                                                     |

### Acteurs

#### Hoofdrollen
| Mannelijke hoofdrol in een dramaserie (Outstanding Lead Actor in a Drama Series) | Vrouwelijke hoofdrol in een dramaserie (Outstanding Lead Actress in a Drama Series) |
| --- | --- |
| - Sterling K. Brown als Xavier Collins – Paradise - Gary Oldman als Jackson Lamb – Slow Horses - Pedro Pascal als Joel – The Last of Us - Adam Scott als Mark Scout – Severance - Noah Wyle als Michael Robinavitch – The Pitt                                                      | - Kathy Bates als Madeline Matlock – Matlock - Sharon Horgan als Eva Garvey – Bad Sisters - Britt Lower als Helly Riggs / Helena – Severance - Bella Ramsey als Ellie – The Last of Us - Keri Russell als Kate Wyler – The Diplomat        |
| Mannelijke hoofdrol in een komedieserie (Outstanding Lead Actor in a Comedy Series) | Vrouwelijke hoofdrol in een komedieserie (Outstanding Lead Actress in a Comedy Series) |
| - Adam Brody als Noah Roklov – Nobody Wants This - Seth Rogen als Matt Remick – The Studio - Jason Segel als Jimmy – Shrinking - Martin Short als Oliver Putnam – Only Murders in the Building - Jeremy Allen White als Carmen Berzatto – The Bear                                  | - Uzo Aduba als Cordelia Cupp – The Residence - Kristen Bell als Joanne – Nobody Wants This - Quinta Brunson als Janine Teagues – Abbott Elementary - Ayo Edebiri als Sydney Adamu – The Bear - Jean Smart als Deborah Vance – Hacks       |
| Mannelijke hoofdrol in een miniserie of televisiefilm (Outstanding Lead Actor in a Limited or Anthology Series or Movie) | Vrouwelijke hoofdrol in een miniserie of televisiefilm (Outstanding Lead Actress in a Limited or Anthology Series or Movie) |
| - Colin Farrell als Oswald Cobb – The Penguin - Stephen Graham als Eddie Miller – Adolescence - Jake Gyllenhaal als Rusty Sabich – Presumed Innocent - Brian Tyree Henry als Ray Driscoll – Dope Thief - Cooper Koch als Erik Menendez – Monsters: The Lyle and Erik Menendez Story | - Cate Blanchett als Catherine Ravenscroft – Disclaimer - Meghann Fahy als Devon DeWitt – Sirens - Rashida Jones als Amanda – Black Mirror - Cristin Milioti als Sofia Falcone – The Penguin - Michelle Williams als Molly – Dying for Sex |

#### Bijrollen
| Mannelijke bijrol in een dramaserie (Outstanding Supporting Actor in a Drama Series) | Vrouwelijke bijrol in een dramaserie (Outstanding Supporting Actress in a Drama Series) |
| --- | --- |
| - Zach Cherry als Dylan George – Severance - Walton Goggins als Rick Hatchett – The White Lotus - Jason Isaacs als Timothy Ratliff – The White Lotus - James Marsden als Cal Bradford – Paradise - Sam Rockwell als Frank – The White Lotus - Tramell Tillman als Seth Milchick – Severance - John Turturro als Irving Baliff – Severance | - Patricia Arquette als Harmony Cobel – Severance - Carrie Coon als Laurie Duffy – The White Lotus - Katherine LaNasa als Dana Evans – The Pitt - Julianne Nicholson als Sinatra – Paradise - Parker Posey als Victoria Ratliff – The White Lotus - Natasha Rothwell als Belinda Lindsey – The White Lotus - Aimee Lou Wood als Chelsea – The White Lotus |
| Mannelijke bijrol in een komedieserie (Outstanding Supporting Actor in a Comedy Series) | Vrouwelijke bijrol in een komedieserie (Outstanding Supporting Actress in a Comedy Series) |
| - Ike Barinholtz als Sal Saperstein – The Studio - Colman Domingo als Danny – The Four Seasons - Harrison Ford als Paul – Shrinking - Jeff Hiller als Joel – Somebody Somewhere - Ebon Moss-Bachrach als Richard Jerimovich – The Bear - Michael Urie als Brian – Shrinking - Bowen Yang als diverse personages – Saturday Night Live     | - Liza Colón-Zayas als Tina – The Bear - Hannah Einbinder als Ava Daniels – Hacks - Kathryn Hahn als Maya Mason – The Studio - Janelle James als Ava Coleman – Abbott Elementary - Sheryl Lee Ralph als Barbara Howard – Abbott Elementary - Catherine O'Hara als Patty Leigh – The Studio - Jessica Williams als Gaby – Shrinking                        |
| Mannelijke bijrol in een miniserie of televisiefilm (Outstanding Supporting Actor in a Limited or Anthology Series or Movie) | Vrouwelijke bijrol in een miniserie of televisiefilm (Outstanding Supporting Actress in a Limited or Anthology Series or Movie) |
| - Javier Bardem als Jose Menendez – Monsters: The Lyle and Erik Menendez Story - Bill Camp als Raymond Horgan – Presumed Innocent - Owen Cooper als Jamie Miller – Adolescence - Rob Delaney als Neighbor Guy – Dying for Sex - Peter Sarsgaard als Tommy Molto – Presumed Innocent - Ashley Walters als Luke Bascombe – Adolescence      | - Erin Doherty als Briony Ariston – Adolescence - Ruth Negga als Barbara Sabich – Presumed Innocent - Deirdre O'Connell als Francis Cobb – The Penguin - Chloë Sevigny als Kitty Menendez – Monsters: The Lyle and Erik Menendez Story - Jenny Slate als Nikki – Dying for Sex - Christine Tremarco als Manda Miller – Adolescence                        |

### Regie
| Regie van een dramaserie (Outstanding Directing for a Drama Series) | Regie van een komedieserie (Outstanding Directing for a Comedy Series) |
| --- | --- |
| - Andor (Aflevering: "Who Are You?") – Janus Metz - The Pitt (Aflevering: "6:00 P.M.") – Amanda Marsalis - The Pitt (Aflevering: "7:00 A.M.") – John Wells - Severance (Aflevering: "Chikhai Bardo") – Jessica Lee Gagné - Severance (Aflevering: "Cold Harbor") – Ben Stiller - Slow Horses (Aflevering: "Hello Goodbye") – Adam Randall - The White Lotus (Aflevering: "Amor Fati") – Mike White | - The Bear (Aflevering: "Napkins") – Ayo Edebiri - Hacks (Aflevering: "A Slippery Slope") – Lucia Aniello - Mid-Century Modern (Aflevering: "Here's to You, Mrs. Schneiderman") – James Burrows - The Rehearsal (Aflevering: "Pilot's Code ") – Nathan Fielder - The Studio (Aflevering: "The Oner") – Seth Rogen en Evan Goldberg |
| Regie van een miniserie of televisiefilm (Outstanding Directing for a Limited or Anthology Series or Movie) | |
| - Adolescence – Philip Barantini - Dying for Sex (Aflevering: "It's Not That Serious") – Shannon Murphy - The Penguin (Aflevering: "Cent'anni") – Helen Shaver - The Penguin (Aflevering: "A Great or Little Thing ") – Jennifer Getzinger - Sirens (Aflevering: "Exile") – Nicole Kassell - Zero Day – Lesli Linka Glatter                                                                        | |

### Scenario
| Scenario voor een dramaserie (Outstanding Writing for a Drama Series) | Scenario voor een komedieserie (Outstanding Writing for a Comedy Series) |
| --- | --- |
| - Andor (Aflevering: "Welcome to the Rebellion") – Dan Gilroy - The Pitt (Aflevering: "2:00 P.M.") – Joe Sachs - The Pitt (Aflevering: "7:00 A.M.") – R. Scott Gemmill - Severance (Aflevering: "Cold Harbor") – Dan Erickson - Slow Horses (Aflevering: "Hello Goodbye") – Will Smith - The White Lotus (Aflevering: "Full-Moon Party") – Mike White                    | - Abbott Elementary (Aflevering: "Back to School") – Quinta Brunson - Hacks (Aflevering: "A Slippery Slope") – Lucia Aniello, Paul W. Downs en Jen Statsky - The Rehearsel (Aflevering: "Pilot's Code") – Nathan Fielder, Carrie Kemper, Adam Locke-Norton en Eric Notarnicola - Somebody Somewhere (Aflevering: "AGG") – Hannah Bos, Paul Thureen en Bridget Everett - The Studio (Aflevering: "The Promotion") – Seth Rogen, Evan Goldberg, Peter Huyck, Alex Gregory en Frida Perez - What We Do in the Shadows (Aflevering: "The Finale ") – Sam Johnson, Sarah Naftalis en Paul Simms |
| Scenario voor een miniserie of televisiefilm (Outstanding Writing for a Limited or Anthology Series or Movie) | |
| - Adolescence – Jack Thorne en Stephen Graham - Black Mirror (Aflevering: "Common People") – Charlie Brooker en Bisha K. Ali - Dying for Sex (Aflevering: "Good Value Diet Soda") – Kim Rosenstock en Elizabeth Meriwether - The Penguin (Aflevering: "A Great or Little Thing ") – Lauren LeFranc - Say Nothing (Aflevering: "The People in the Dirt") – Joshua Zetumer | |